# Marc Harris
Matthew Harris (nacido alrededor de 1965) es un contador panameño que antes trabajaba en el campo de los servicios financieros en el extranjero. En un momento afirmó que su empresa, The Harris Organization, tenía fondos bajo administración de $1mil millones y $35 millones en capital, pero la organización colapsó después de ser expuesta como fraudulenta en OffshoreAlert en 1998. En 2004, Harris fue condenado en los Estados Unidos por cargos de lavado de dinero y evasión de impuestos. 

## Primeros años y carrera
Harris nació alrededor de 1965. Su padre era Baum Harris y su madre era Marianna Adler. Se graduó de North Carolina Wesleyan College a los 18 años y obtuvo una maestría en administración de empresas (MBA) de la Universidad de Columbia en 1985. Se calificó como contador público certificado en los Estados Unidos, pero rápidamente dejó la firma de Florida en la que se unió. Comenzó su propia empresa en Miami con un anticipo de $5,000 en su tarjeta de crédito en diciembre de 1985, pero su licencia fue suspendida por las autoridades de Florida en diciembre de 1990 debido a varias "violaciones".
Junto con Jerome Schneider, Harris estableció bancos en Montserrat que incluyeron, entre otros, el Allied Reserve Bank, Fidelity Overseas Bank y First City Bank, pero todos fueron cerrados por las autoridades de Montserrat alrededor de 1988.

## Panamá
En 1989 o 1990, Harris dejó los Estados Unidos como resultado de lo que llamó "persecución" del Servicio de Impuestos Internos de los Estados Unidos. Se estableció en Panamá, renunció a su ciudadanía estadounidense y se convirtió en ciudadano panameño. Para operar en el mercado de fideicomisos en el extranjero, Harris compró la firma Trust Services de Robin Bailey y Derek Sambrook en 1995, pero los dos compraron la firma nuevamente después de desilusionarse con las prácticas comerciales de Harris.
Operaba como The Harris Organization y promocionaba sus servicios en línea a través de los sitios web marc-harris.com y escapeartist.com, ofreciendo servicios como segundas pasaportes, fideicomisos en el extranjero, formación de empresas, inversiones, protección de activos y servicios auxiliares.
La empresa utilizaba una dirección postal en Panamá pero estaba incorporada en las Islas Vírgenes Británicas. En 1998, Harris afirmó que su empresa tenía fondos bajo administración de $1 mil millones y $35 millones en capital.
En marzo de 1998, Jim Bennett, un abogado de protección de activos en el extranjero, pidió a David Marchant, editor del boletín OffshoreAlert, que investigara a Harris. Bennett había visto a Harris hablar en Londres en la conferencia de finanzas en el extranjero de Shorex en Londres en 1997. Harris ya había llamado la atención de los reguladores financieros en varios países en el momento en que Marchant publicó sus hallazgos en OffshoreAlert en marzo de 1998, pero el informe de Marchant fue el primero en mostrar una imagen completa de la operación de Harris. Entre otras cosas, Marchant acusó a The Harris Organization de ser un esquema Ponzi insolvente. En abril de ese año, Harris respondió presentando una demanda por difamación de $30 millones contra Marchant, que Harris perdió. En 2000, también perdió su apelación contra la sentencia original.

## Nicaragua y arresto
En 2002, Harris se mudó a Nicaragua, supuestamente después de que las cosas se volvieron difíciles para él en Panamá. En junio de 2003, fue arrestado en Managua cuando él y su esposa se dirigían a una audiencia de inmigración. Fue entregado a los alguaciles de Estados Unidos que lo esperaban y fue llevado a Miami para enfrentar cargos de evadir $6.2 millones en impuestos de lujo, junto con los supuestos coconspiradores Aurelio y Joseph Vigna, a quienes el gobierno de los Estados Unidos argumentó que estaban involucrados en la importación ilegal en los Estados Unidos del refrigerante químico que agota la capa de ozono llamado Freón. El papel de Harris era canalizar dinero a través de una de sus compañías fiduciarias. En 2004, fue condenado por lavado de dinero y evasión de impuestos, sentenciado a 17 años de prisión y ordenado a pagar una multa de $27 millones que se cree que nunca se recogió. La revisión de los registros de Harris por parte del IRS después del juicio llevó al enjuiciamiento de varios estadounidenses por evasión de impuestos. Fue liberado antes de tiempo, posiblemente debido a problemas de salud, en agosto de 2016.

## Publicaciones Seleccionadas
- La Fundación de Interés Privado de Panamá . Panamá: Harris Publishing, 1998. ISBN 9962550513